# Биндали хаљина
Биндали (bindalli) хаљина је један од типичних произведа позноосманске моде. На турском „биндали" значи „хиљаду грана", а назив потиче од богатог украса у виду цветних грана који се на овим хаљинама изводио у техници веза. Биндали хаљине прављене су углавном од тамноцрвеног или тамнољубичастог свиленог сомота, а служиле су као одећа за посебне прилике, углавном током различитих свадбених обреда. Већ у другој половини XIX века, у Цариграду су могле да се купе као готова oдeћa, тако да су их носиле припаднице различитих етничких и конфесионалних група на читавој територији Царства. 
Присуство биндали хаљине забележено је под називом „стамболски вистан" у одевном инвентару становништа у југоисточној Србији на Косову и Метохији и у Македонији. Посебно је занимљив начин на који су биндали хаљине постале препознатљив део визуелног идентитета османских Јевреја. На фотографијама београдских Сефарда с краја XIX и почетка ХХ века наилази се на биндали хаљину конвертовану у неку врстy јеврејског националног костима, који се чувао у породицама кроз више генерација. 
Посебно важно место у визуелној култури Јевреја биндали хаљина је нашла у секундарној употреби, кроз даривање синагоги и пренамену у синагогални текстил. У синагогама, као и у музејима и збиркама јеврејске уметности и традиције широм света, сачувани су парохети, прекривачи за теву, меили, као и други примерци синагогалног текстила, направљени од биндали хаљина.

## Извор
- Каталог изложбе „Мода у модерној Србији - Мода у Србији у XIX и почетком XX века из збирке Музеја примењене уметности у Београду“ 6. новембар 2019. - 31. јануар 2020.